# Khẩu hiệu Liên minh châu Âu
In varietate concordia (dịch: Thống nhất trong đa dạng) là khẩu hiệu chính thức của Liên minh châu Âu (EU), được thông qua vào năm 2000. Bản dịch của nó trong 24 ngôn ngữ chính thức khác của EU có vị thế ngang nhau. Nó được lấy cảm hứng từ phiên bản tiếng Latinh của nó được đặt ra bởi người đoạt giải Nobel Ý Ernesto Teodoro Moneta: In varietate concordia hoặc In varietate unitas, cũng được sử dụng như một sự thỏa hiệp. Đây là một trong những biểu tượng mới nhất của Liên minh châu Âu, bên cạnh cờ và quốc ca châu Âu, nhưng, không giống như hầu hết, nó đặc trưng cho EU chứ không phải bắt nguồn từ Hội đồng châu Âu.
Theo Ủy ban Châu Âu, "Khẩu hiệu có nghĩa là, thông qua EU, người châu Âu hợp nhất cùng nhau vì hòa bình và thịnh vượng, và nhiều nền văn hóa, truyền thống và ngôn ngữ khác nhau ở châu Âu là một tài sản tích cực cho lục địa này." Điều này dẫn đến việc coi chủ nghĩa đa văn hóa là mục tiêu của hội nhập châu Âu, trái ngược với mục tiêu của một bản sắc châu Âu mới nổi đã được ủng hộ trong những năm 1990.

## Lịch sử
Cụm từ "đa hội nhập" xuất phát từ 15 quốc gia thành viên của Liên minh châu Âu vào tháng 5 năm 2000 (bao gồm: Áo, Bỉ, Đan Mạch, Phần Lan, Pháp, Đức, Hy Lạp, Ireland, Ý, Luxembourg, Hà Lan, Bồ Đào Nha, Tây Ban Nha, Thụy Điển và Vương quốc Anh, còn được gọi là "EU-15", các hoạt động không chính thức đầu tiên có tới 80.000 sinh viên được áp dụng làm phương châm của EU.

### Dự án La Prairie (1998-1999)
Vào tháng 4 năm 1998, Patrick La Prairi của tờ báo tiếng Pháp Ouest-France đã đề xuất một cuộc thi châm ngôn châu Âu dành cho học sinh trung học EU 15 tuổi. Sự kiện này là một kỷ niệm 50 năm của tuyên bố nổi tiếng của cộng đồng siêu quốc gia của cha đẻ của Liên minh châu Âu, Robert Schumann, cuối cùng đã sinh ra Liên minh châu Âu.

### Gợi ý khẩu hiệu của EU (1999–2000)

"Một khẩu hiệu cho châu Âu" logo cuộc thi.

Vào tháng 9 năm 1999, đã có một cuộc bầu cử ở EU về phương châm của EU khi học kỳ bắt đầu. Trong khoản tiền này, tổng cộng 2.575 lớp đã tham gia vào nó, trong khi độ tuổi của học sinh là từ 10 đến 19 tuổi. Nguyên tắc chính là câu được đề xuất không được vượt quá 12 từ. Đồng thời, nếu câu được mở rộng, không nên sử dụng hơn 1500 chữ cái trong ngôn ngữ của lớp. Bên cạnh đó, cần phải đính kèm tiếng Anh phiên bản của việc giải thích, bởi vì tất cả các giáo viên đang sử dụng chúng để giao tiếp bằng tiếng Anh. Người chiến thắng từ khắp cả nước và trên khắp châu Âu sẽ được chọn vào năm sau.
Cho đến thời hạn cho cuộc bầu cử này, kể từ ngày 15 tháng 1 năm 2000, tổng số câu châm ngôn năm 2016 đã được đề xuất để tham gia cuộc bầu cử. Một phân tích về những câu châm ngôn 400.000 từ này của Taylor Nelson Sofres đã phát hiện ra rằng từ vựng yêu thích của những người trẻ châu Âu này là: " Châu Âu ", " hòa bình ", " đoàn kết "(thống nhất)," Liên minh "(công đoàn)," cùng "(cùng)," tương lai "(trong tương lai)," khác nhau "(sự khác biệt)," niềm hy vọng "(hy vọng)," đoàn kết "(đoàn kết)," bình đẳng (ví dụ), " giải phóng ", " đa dạng " và " tôn trọng ".

### Tuyên bố trong Nghị viện châu Âu (2000)
Vào ngày 4 tháng 5 năm 2000, gần 500 học sinh từ 50 lớp của EU-15 đã tập trung tại Nghị viện châu Âu tại Brussels để chứng kiến việc công bố phương châm của EU được lựa chọn bởi 15 ủy ban (15 thành viên bao gồm cựu thủ tướng Áo Franz Vranitzky, cựu Ý Susanna Agnelli, cựu người Bỉ du hành vũ trụ Dirk Frimout, cựu Đan Mạch Uffe Ellemann-Jensen, Luxembourg Gilbert Trausch, cựu Bundestag tịch Rita Süssmuth, Irish thượng nghị sĩ Mary Henry, cựu Chủ tịch Ủy ban Châu Âu Roy Jenkins (quốc tịch Anh), cựu Chủ tịch Ủy ban Châu Âu Jacques Delors (quốc tịch Pháp).
Câu châm ngôn này được hiển thị đằng sau Chủ tịch Quốc hội Châu Âu thứ 24 Nicole Fontaine với màu xanh lam làm chất nền. "Unité dans laiversité" (tích hợp) trong tiếng Pháp được dịch sang 11 ngôn ngữ chính thức của Liên minh châu Âu và ngôn ngữ Latinh (In varietate concordia), được phát âm bởi Chủ tịch Quốc hội Châu Âu Nicole Fontaine, và câu châm ngôn này Nó được thiết kế bởi một học sinh ở Luxembourg.
Ngoài ra, câu châm ngôn này cũng đã được đệ trình lên Santa Maria da Feira vào ngày 19 và 20 tháng 6 năm 2000. Hội đồng châu Âu, với sự tham dự của 15 nguyên thủ quốc gia, đã tìm kiếm sự chấp thuận để trở thành phương châm của EU. Nicole Fontaine, Chủ tịch Nghị viện Châu Âu, nói: "Tôi hy vọng phương châm này trở thành phương châm của tất cả các tổ chức EU, vì chúng tôi có biểu ngữ và các đồng minh." (Tôi muốn nó trở thành phương châm của tất cả các tổ chức, giống như chúng tôi có cờ và Quốc ca).
Sáu câu châm ngôn khác đã bị loại bỏ là: Hòa bình, Tự do, Đoàn kết, Sự khác biệt của chúng tôi là sức mạnh của chúng tôi, và Hòa bình và đoàn kết dân chủ. (Hoa vì hòa bình và dân chủ), Hoa trong tự do, "Một lục địa cũ, một hy vọng mới", "tất cả đều khác nhau, tất cả đều ở Châu Âu!" (Tất cả đều khác biệt, Tất cả người châu Âu!).
"Thống nhất trong đa dạng" là phương châm quốc gia của Indonesia kể từ năm 1945 (Bhinneka Tunggal Eka, trong tiếng Java cổ) và vào ngày 27 tháng 4 năm 2000, Nam Phi thời hậu chia rẽ đã áp dụng một phương châm tương tự (ǃke e꞉ xarra ǁke) ở Xam (một ngôn ngữ San đã tuyệt chủng), cũng dịch theo tiếng Anh là "Unity in diversity".

### Hiến pháp châu Âu (2004)
Năm 2004, phương châm đã được viết thành Điều I-8 của Hiến pháp châu Âu thất bại về các biểu tượng của EU.
| “ | Điều I-8 Các biểu tượng của Liên minh Cờ của Liên minh sẽ là một vòng tròn gồm mười hai ngôi sao vàng trên nền màu xanh. Quốc ca của Liên minh sẽ dựa trên 'Ode to Joy' từ Bản giao hưởng số 9 của Ludwig van Beethoven. Phương châm của Liên minh sẽ là: 'Hợp nhất trong sự đa dạng'. Tiền tệ của Liên minh sẽ là đồng euro. Ngày châu Âu sẽ được tổ chức vào ngày 9 tháng 5 trên toàn Liên minh. | ” |

Các bản dịch phương châm đã được sửa đổi một chút từ năm 2000, bao gồm cả phiên bản tiếng Anh trở thành « Thống nhất trong đa dạng ». Mặc dù hiệp ước hiến pháp này cuối cùng đã bị các cử tri Pháp và Hà Lan từ chối vào ngày 29 tháng 5 và ngày 1 tháng 6 năm 2005.

### Ngày châu Âu (2005)
Vào ngày 9 tháng 5 năm 2005, Ủy ban Châu Âu đã ban hành các mặt hàng quảng cáo như một tấm bưu thiếp có các biểu tượng của Châu Âu: cờ châu Âu, quốc ca châu Âu, phương châm của châu Âu (nay là "United in diversity") và Ngày châu Âu. Chỉ thiếu đồng tiền châu Âu trong Hiệp ước 2004 nhưng chưa có hiến pháp. Poster chính thức của Ngày châu Âu cũng sử dụng phương châm sửa đổi "United in Diversity".
Cùng ngày, phương châm mới (Unie dans laiversité) đã được tuyên bố bởi 1.000 thanh niên tại Đài tưởng niệm Caen như một lễ kỷ niệm 5 năm. Những từ này hiện được viết trong dự án Hiến pháp châu Âu mặc dù đã bị từ chối thông qua trưng cầu dân ý vài ngày sau đó.

### Hiệp ước Lisbon (2007)
Hiệp ước Lisbon, được ký kết năm 2007, không có bất kỳ bài viết nào dành riêng cho các biểu tượng của Liên minh châu Âu. Nó giữ lại phần lớn hiệp ước năm 2004 nhưng đã bỏ qua các bài viết xác định các biểu tượng của châu Âu, cụ thể là cờ, quốc ca và phương châm. Tuy nhiên, nó có chứa một tuyên bố của 16 quốc gia thành viên, những người khẳng định sự công nhận của họ về các biểu tượng. Để đối phó với sự thiếu sót của các biểu tượng trong văn bản hiệp ước chính, Nghị viện châu Âu đã sử dụng các biểu tượng tiên phong trong việc sử dụng các biểu tượng như đã từng làm trong việc áp dụng chúng ở nơi đầu tiên. Nghị viện đã thay đổi các quy tắc nội bộ của mình để sử dụng nhiều hơn các biểu tượng. Trong trường hợp của phương châm, nó sẽ được in trên tất cả các tài liệu của Nghị viện.

## Bản dịch chính thức

### 11 ngôn ngữ chính thức đầu tiên của EU và tiếng Latinh (2000)
Bản gốc tiếng Pháp khẩu hiệu Unité dans la diversité đã được dịch sang mười ngôn ngữ chính thức khác của EU cộng với tiếng Latin khi nó được tuyên bố là phương châm cho châu Âu vào ngày 4 tháng 5 năm 2000.
| - Tiếng Đan Mạch: Forenet i mangfoldighed - Tiếng Hà Lan: In verscheidenheid verenigd - Tiếng Anh: Unity in diversity - Tiếng Phần Lan: Moninaisuudessaan yhtenäinen | - Tiếng Pháp: Unité dans la diversité - Tiếng Đức: Einheit in Vielfalt - Tiếng Hy Lạp: Ενότητα στην πολυμορφία - Tiếng Ý: Unità nella diversità | - Tiếng Bồ Đào Nha: Unidade na diversidade - Tiếng Tây Ban Nha: Unidad en la diversidad - Tiếng Thụy Điển: Förenade i mångfalden - Tiếng Latinh: In varietate concordia |

### 24 ngôn ngữ chính thức của EU (2013)
Khẩu hiệu đã được dịch sang 23 ngôn ngữ, trong đó có các bản dịch chính thức của Hiến pháp Châu Âu vào ngày 29 tháng 10 năm 2004. Hiệp ước, và do đó là phương châm, đã chính thức được dịch sang tiếng Bulgaria và tiếng Rumani mặc dù thực tế họ sẽ không tham gia thêm ba năm nữa. Tiếng Ailen không được bao gồm nhưng nằm trong danh sách ở đây vì nó đã trở thành ngôn ngữ của EU vào năm 2007. Tiếng Croatia đã được đưa vào từ ngày 1 tháng 7 năm 2013. Sau đây là các bản dịch chính thức kể từ tháng 3 năm 2017:
| - tiếng Bulgaria: Обединен в многообразието - tiếng Croatia: Ujedinjeni u različitosti - tiếng Séc: Jednotná v rozmanitosti - tiếng Đan Mạch: Forenet i mangfoldighed - tiếng Hà Lan: In verscheidenheid verenigd - United in diversity - tiếng Estonia: Ühinenud mitmekesisuses - tiếng Phần Lan: Moninaisuudessaan yhtenäinen - tiếng Pháp: Unie dans la diversité | - tiếng Đức: In Vielfalt geeint - tiếng Hy Lạp: Ενωμένοι στην πολυμορφία (Enoméni stīn polymorfía) - tiếng Hungary: Egység a sokféleségben - tiếng Ireland: Aontaithe san éagsúlacht - tiếng Ý: Unita nella diversità - tiếng Latvia: Vienota dažādībā - tiếng Litva: Suvienijusi įvairovę | - tiếng Malta: Magħquda fid-diversità - tiếng Ba Lan: Zjednoczona w różnorodności - tiếng Bồ Đào Nha: Unida na diversidade - tiếng Romania: Uniţi în diversitate - tiếng Slovak: Zjednotení v rozmanitosti - tiếng Slovene: Združena v raznolikosti - tiếng Tây Ban Nha: Unida en la diversidad - tiếng Thụy Điển: Förenade i mångfalden |

## Bản dịch không chính thức
Có các bản dịch của phương châm sang các ngôn ngữ khác ngoài 23 ngôn ngữ chính thức của EU.

### Ngôn ngữ của các quốc gia thành viên EU
| - Tiếng Basque: Aniztasunean bat eginik - Tiếng Breton: Unanet el liested - Cantabria: Auníos ena diversidá - Tiếng Catalan: Units en la diversitat - Tiếng Corse: Uniti in a diversità - Tiếng Friuli: Unîts inte diversitât - Tiếng Galicia: Unidos na diversidade - Tiếng Luxembourg: A Villfalt gëeent - Tiếng Sardegna: Umpare in sa diversidade - Tiếng Sardegna: Uniddi in la dibessiddai - Tiếng Silesia: Skuplowańi we roztůmajtośći - Tiếng Scotland: Unitit in diversitie - Tiếng Gael Scotland: Aonachd ann an eugsamhlachd - Tiếng Wales: Yng nglym mewn gwahaniaeth - Tiếng Tây Frisia: Ienheid yn ferskaat |

### Ngôn ngữ của các ứng cử viên EU
Các bản dịch tiếp theo trong các ứng cử viên EU ngôn ngữ chính thức được xây dựng bởi Liên minh châu Âu hoặc chính các quốc gia ứng cử viên:
| - Tiếng Iceland: Sameinuð í fjölbreytileika - Tiếng Macedonia: Обединети во различноста - Tiếng Serbia: Уједињени у различитости (Ujedinjeni u različitosti) - Tiếng Thổ Nhĩ Kỳ: Çeşitlilikte birlik |